# Чорний (потік)
Чо́рний (пол. Czorny) — гірський потік в Україні, у Богородчанському районі Івано-Франківської області у Галичині. Лівий доплив Бистриці Солотвинської (басейн Дністра).

## Опис
Довжина потоку приблизно 6,45 км, найкоротша відстань між витоком і гирлом — 5,07 км, коефіцієнт звивистості потоку — 1,23 . Формується багатьма безіменними гірськими струмками. Потік тече у Східних Карпатах.

## Розташування
Бере початок на північно-східних схилах хребта Верхній Пасічний (1296,1 м). Тече переважно на північний схід і у селі Гута впадає у річку Бистрицю Солотвинську, ліву притоку Бистриці.

## Цікавий факт
- У селі потік перетинає автошлях Р38.